# Saint-Maxime-du-Mont-Louis
Saint-Maxime-du-Mont-Louis è un comune del Canada, situato nella provincia del Québec, nella regione di Gaspésie-Îles-de-la-Madeleine.